# Вјештице (музичка група)
Вјештице су музичка супер група из Југославије и касније Хрватске коју су основали Борис Лајнер (бубњеви), Макс Вилсон (р. Младен Јуричић, гитара, укулеле) и Срђан Сахер (бас).
Након рада у разним групама, Лајнер (Азра), Макс (Филм, Le Cinema) и Сахер (Хаустор) се проналазе у заједничкој идеји о мешању разних праваца (реге, рок, далматински фолк, нови талас).
Познати су по својој опуштеној атмосфери и позиву на позитиван став (нпр. „Нема мјеста сузама“). Свирали су и далматинске и међимурске народне песме, што су још више развили Лајнер и Макс у групи Šo!Mazgoon.

## Дискографија

### Албуми
- „Тотално друкчији од других“ 1989.
- „Без Тишине!“ 1991.
- 1991.
- „Дјевојке у љетним хаљинама волим“ 1995.
- „Крадљивци срца“ 1996.